# Злешево
Злѐшево или Злѐшово (на македонска литературна норма: Злешево) е село в община Струмица на Северна Македония.

## География
Селото е разположено в западната част на котловината Песо поле, в североизточната част на Плавуш, на 2,5 км от Костурино.

## История

### Етимология
Според „Българския етимологичен речник“ етимологията на името е от личното име *Злеш, производно от зъл и -еш, подобно на Добр-еш, Мил-еш, Рад-еш. Сравними са чешките местно име Zlešice и лично име Zleš и полското местно име Zleszyn.

### През Средновековието
Селото е споменато в грамота на Йоан и Константин Драгаш, вероятно от 1374 година, според която Константин бил отнел Злешово от властела си Дабижив и го дарил на манастира Св. Пантелеймон.

### В Османската империя
Злешево се споменава в османски преброителен дефтер от 1519 година като населено място с 123 жители, всички християни. Век по-късно, в османски данъчни регистри на немюсюлманското население от вилаета Малешева от 1621 – 1622 година селото е отбелязано под името Излешева с 13 джизие ханета (домакинства). По време на османското владичество Злешево от християнско село става мюсюлманско.
През XIX век Злешево е чисто турско село в Струмишката каза на Османската империя. В „Етнография на вилаетите Адрианопол, Монастир и Салоника“, издадена в Константинопол в 1878 година и отразяваща статистиката на населението от 1873 година, Флежово (Fléjovo) е посочено като село с 60 домакинства, като жителите му са 135 мюсюлмани. Според статистиката на Васил Кънчов („Македония. Етнография и статистика“) от 1900 година Злешово е населявано от 185 жители, всички турци.

### В България и Югославия
След Междусъюзническата война, с Букурещкия договор от 10 август 1913 година селото става част от Царство България.
Според Димитър Гаджанов в 1916 година в Злешово живеят 360 турци, а останалите жители на селото са българи.
След Първата световна война, според Ньойския договор от 27 ноември 1919 година, селото трябва да стане част от Кралството на сърби, хървати и словенци, което става през 1920 година.
По време на Втората световна война, през втората половина на 1944 година, жителите на Злешево и съседното Чепели отказват да се мобилизират в редовете на комунистическата съпротива. Според Пандевски и Стоев те са били убедени да откажат „от някои реакционни елементи от турска народност“. Въпреки това мобилизацията е извършена през декември 1944 година.
Според преброяването от 1948 година Злешево има общо 454 жители. Според преброяването от 1953 година Злешево има общо 547 жители, от които 545 турци и 2 северномакедонци. През втората половина на 50-те години на XX век всички жители на селото се изселват в Турция.

## Личности
Починали в Злешево
- Никола Кръстев Георгиев, български военен деец, старши подофицер, загинал през Първата световна война[11]